# MTV Video Music Awards/Best Video Game Soundtrack
Der MTV Video Music Awards for Best Video Game Soundtrack (ein Preis für den besten Videospiel-Soundtrack) wurde von 2004 bis 2006 verliehen. Es war ein Versuch, mit den MTV Video Music Awards eine Gamer-Zuschauerschaft anzusprechen. Der Award wurde nur drei Mal verliehen. Bei den MTV Video Music Awards 2007 wurde der Award komplett umgebaut und die Kategorie gestrichen. Sie wurde auch später nicht mehr zurückgebracht.

## Übersicht
| Jahr | Sieger                                                  | Nominierungen | Ref.  |
| ---- | ------------------------------------------------------- | --- | ----- |
| 2004 | Tony Hawk's Underground (Activision)                    | - Madden NFL 2004 (Electronic Arts) - Need for Speed: Underground (Electronic Arts) - SSX 3 (Electronic Arts) - True Crime: Streets of LA (Activision)                 | [ 2 ] |
| 2005 | Dance Dance Revolution Extreme (Konami)                 | - Def Jam: Fight for NY (Electronic Arts) - Madden NFL 2005 (Electronic Arts) - Midnight Club 3: DUB Edition (Rockstar Games) - Tony Hawk's Underground 2 (Activision) | [ 1 ] |
| 2006 | Marc Eckō's Getting Up: Contents Under Pressure (Atari) | - Burnout Revenge (Electronic Arts) - Driver: Parallel Lines (Atari) - Fight Night Round 3 (Electronic Arts) - NBA 2K6" (2K Games)                                     | [ 3 ] |